# تپه کل کل (۲)
تپه کل کل (۲) مربوط به عصر مس است و در شهرستان چرداول، بخش مرکزی، روستای کل کل واقع شده و این اثر در تاریخ ۹ اردیبهشت ۱۳۸۲ با شمارهٔ ثبت ۸۴۶۷ به‌عنوان یکی از آثار ملی ایران به ثبت رسیده است.